# متعددة الحدود لبيرنشتاين

متعددات الحدود لبيرنشتاين مقتربة من منحنى.

في التحليل الرياضي، متعددة الحدود لبيرنشتاين (بالإنجليزية: Bernstein polynomial)‏ هي متعددة للحدود تكتب على شكل تركيبة خطية لقواعد متعدد الحودد لبيرنشتاين.
سميت هكذا نسبة إلى عالم الرياضيات الروسي سيرغي ناتانوفيتش بيرنشتين.
من بين الطرق اللائي يمكنن من تقييم متعددات الحدود بشكل مستقر عدديا على شكل برنشتاين، هناك خوارزمية دوكاستلجو.
استُعملت متعددات برنشتاين لأول مرة من طرف برنشتاين ذاته في برهان إنشائي على مبرهنة ستون-فايرشتراس. مع ظهور الرسم بالحاسوب، صارت متعددات الحدود لبرنشتاين، مقصورة على المجال المحصور بين الصفر والواحد ([0،1])، مهمة جدا في شكل منحنيات بيزيه. قام بهذا العمل المهندسان الفرنسيان بيير بيزييه وبول دوكاستلجو، أثناء عملهما في مجال صناعة السيارات خلال ستينات وسبعينات القرن العشرين.

## تعريف
{\displaystyle b_{\nu ,n}(x)={n \choose \nu }x^{\nu }\left(1-x\right)^{n-\nu },\quad \nu =0,\ldots ,n.}
حيث {\displaystyle {n \choose \nu }} هو المعامل الثنائي.

## أمثلة
{\displaystyle {\begin{aligned}b_{0,0}(x)&=1,\\b_{0,1}(x)&=1-x,&b_{1,1}(x)&=x\\b_{0,2}(x)&=(1-x)^{2},&b_{1,2}(x)&=2x(1-x),&b_{2,2}(x)&=x^{2}\\b_{0,3}(x)&=(1-x)^{3},&b_{1,3}(x)&=3x(1-x)^{2},&b_{2,3}(x)&=3x^{2}(1-x),&b_{3,3}(x)&=x^{3}\end{aligned}}}
{\displaystyle b_{2,5}(x)={\tbinom {5}{2}}x^{2}(1-x)^{3}=10x^{2}(1-x)^{3}.}

## خصائص
- {\displaystyle b_{\nu ,n}(x)=0}, إذا توفر {\displaystyle \nu <0} or {\displaystyle \nu >n.}
- {\displaystyle b_{\nu ,n}(x)\geq 0} عند {\displaystyle x\in [0,\ 1].}
- {\displaystyle b_{\nu ,n}\left(1-x\right)=b_{n-\nu ,n}(x).}
- {\displaystyle b_{\nu ,n}(0)=\delta _{\nu ,0}} and {\displaystyle b_{\nu ,n}(1)=\delta _{\nu ,n}} حيث  {\displaystyle \delta } هو دلتا كرونكر : {\displaystyle \delta _{ij}={\begin{cases}0&{\text{if }}i\neq j,\\1&{\text{if }}i=j.\end{cases}}}

## الاقتراب من دالة متصلة ما
لتكن f دالة متصلة على المجال [0,1].
{\displaystyle B_{n}(f)(x)=\sum _{\nu =0}^{n}f\left({\frac {\nu }{n}}\right)b_{\nu ,n}(x).}